# Ristjärnen (Degerfors socken, Västerbotten, 713931-169124)
Ristjärnen är en sjö i Vindelns kommun i Västerbotten och ingår i Umeälvens huvudavrinningsområde. Sjön har en area på 0,0543 kvadratkilometer och ligger 263 meter över havet.

## Delavrinningsområde
Ristjärnen ingår i det delavrinningsområde (714121-168994) som SMHI kallar för Utloppet av Stor-Sandsjön. Medelhöjden är 267 meter över havet och ytan är 20,51 kvadratkilometer. Räknas de 4 avrinningsområdena uppströms in blir den ackumulerade arean 46,16 kvadratkilometer. Storkvarnbäcken som avvattnar avrinningsområdet har biflödesordning 4, vilket innebär att vattnet flödar genom totalt 4 vattendrag innan det når havet efter 115 kilometer. Avrinningsområdet består mestadels av skog (51 procent). Avrinningsområdet har 6,43 kvadratkilometer vattenytor vilket ger det en sjöprocent på 31,3 procent.